# 楊士奇
楊士奇（1365年—1444年），名寓，字士奇，以字行，號東里，江西等處行中書省吉安路太和州（今江西省吉安市泰和縣）人。明朝內閣首輔、兵部尚書兼華蓋殿大學士，與楊榮、杨溥合稱“三楊”。諡文貞。

## 生平

### 洪武年間
楊士奇一歲時，父親楊子將去世，其母改嫁時任德安同知的羅性，楊士奇遂改姓羅。后一次羅家祭祖，年幼的楊士奇自做土像祭祀楊氏祖先，被羅性發現并贊其志，恢復其宗姓。隨後，羅性因得罪權貴戍邊陝西去世，楊士奇與母回到德安，一邊教學一邊侍母。他遊走湖北、湖南敎學，其中居住江夏的時間最長。

### 建文年間
建文年間，明惠帝召集文臣修撰《明太祖實錄》，王叔英與方孝孺以史才推薦楊士奇。之後，他進入翰林，充當編纂官。隨後，吏部對進入史館的文臣進行考試，吏部尚書張紞看到楊士奇的答卷后說：“此非經生言也。”於是奏請為第一名。該授吳王府副審理，仍然供其編纂館職位。

### 永樂年間
明成祖即位后，改楊士奇為翰林院編修。不久，進入內閣，參與負責機務。數月后，晋升為侍講。永樂二年，選拔宮僚，楊士奇為左中允，三年后再升為左諭德。楊士奇為官謹慎，在家從不言公事，即使是至親都不得聽聞。他在明成祖前，舉止恭慎，善於對答，談事有灼見。他人有過失，楊士奇都為之揜覆。當時廣東布政使徐奇統領西南時，贈當地特產與內廷官員，有人得到饋贈名單呈上皇帝。明成祖看后其中無楊士奇名字，於是召見詢問。他回答道：“徐奇當時奔赴廣東的時候，群臣作詩文贈行，當時恰逢我得病未有參與，所以唯獨沒有我的名字。如果我當時無病，是否有我的名字也未知。況且贈禮都是小東西，應當沒有其他意思。”明成祖於是命令燒毀其名單。
永乐六年，明成祖北巡，命楊士奇與蹇義、黃淮一同留守輔佐太子監國。太子朱高熾喜歡文學，贊善王汝玉以詩法進講。楊士奇則稱：“殿下應當留意學習《六經》，空暇時候則閱讀兩漢時期的詔令。詩歌乃雕蟲小技，不足為學。”太子表示贊同。當初朱棣起兵時候，漢王朱高煦力戰有功。朱棣許諾成功后立其為太子。靖難之役結束后，卻未曾立他，朱高煦於是很怨恨。朱棣又憐憫年幼的趙王朱高燧，并異常寵愛他。於是漢王、趙王聯合離間太子，朱棣頗為心動。永樂九年，明成祖回到南京，召問楊士奇太子監國的情況。他稱太子孝敬，并說：“太子天資高，有過錯必知，然後必改。其存有愛人之心，絕對不會辜負陛下重托。”朱棣聽後大悅。永樂十一年遇到日食，禮部尚書呂震請求不要罷免朝賀，禮部侍郎儀智則持相反觀點。楊士奇則引用宋仁宗故事 力勸，明成祖聽後遂罷免。次年，朱棣北征，楊士奇仍留任輔佐太子監國，當時朱高煦開始不斷譖言太子。當朱棣北征歸還后，太子迎駕遲緩，朱棣氣急下把大量東宮大臣黃淮等人下獄問罪。楊士奇之後趕到，被宥免罪。之後召問太子這件事，楊士奇頓首道：“太子仍然和以前一樣孝敬。凡是這些遲迎的事情，都是臣等的罪過。”朱棣聽後稍微平緩。而其他重臣仍然不斷上疏彈劾楊士奇不應當獨宥，朱棣遂命其下錦衣衛詔獄，之後釋放。
永樂十四年，朱棣返回京師，有聽聞漢王奪嫡的不軌行徑，於是問蹇義這些事情。蹇義沒有回答，於是問楊士奇。他對答道：“臣與蹇義都是侍奉東宮的，其他外人不敢對我倆談論漢王的事情。但是皇帝兩次派遣其就藩，都不肯赴任。現在知道陛下要遷都，馬上就請留守南京。這些請陛下仔細考察他的本意。”朱棣聽聞后默然不語，之後起身還宮。居住數日后，朱棣瞭解了所有事情，於是削漢王的兩個護衛營，并安置其到樂安。次年，晋升他為翰林學士，兼任舊職。永樂十九年，改為左春坊大學士，兼任翰林學士。次年，因為輔導太子有失職被連坐，下錦衣衛獄，十天后即得釋。

### 洪熙年間
明仁宗即位后，升楊士奇為禮部侍郎兼華蓋殿大學士。當時仁宗在內閣時，蹇義、夏原吉奏事未退，其遠望見楊士奇，於是對兩人說：“新上任的華蓋殿大學士來了，必定有正直之言，我們不妨都聽下。”楊士奇進言道：“皇上兩日前剛下詔減免歲供，但惜薪司又征棗八十萬斤，這與前詔相矛盾吧。”仁宗遂馬上下令減免一半。當時朱棣剛駕崩，仁宗服制二十七日期滿，大臣呂震上疏請穿吉服。楊士奇則稱不可，呂震隨即高聲厲叱楊士奇，蹇義見此兼顧兩人觀點進言。次日，朱高熾仍然戴素冠穿麻衣上朝，而廷臣中只有楊士奇與英國公張輔仍然服制如初。罷朝后，仁宗對兩旁人說：“（父親）棺木仍然在停柩，我又怎能忍心易服，楊士奇所做的是對的。”之後，晋升楊士奇為少保，與楊榮、金幼孜共賜“繩愆糾繆”銀章。之後晋升少傅。
當時籓司守令進朝，尚書李慶建議發軍伍的餘馬給有關部門，然後每年課徵馬駒。楊士奇反對道：“朝廷選拔賢能授官，卻用來牧馬，這是重視牲畜而輕視士大夫，怎麼能夠示于後人？”仁宗則批准李慶建議，當時朝廷寂然。楊士奇再次上言力勸，仍不批准。隨後，皇帝駕臨思善門，召見楊士奇說：“我當時怎麼會忘記你的話呢？只是聽聞呂震、李慶等人不喜歡你，我擔心你被孤立，會被他們中傷，所以不欲因為你的話而罷去此事。現在我找到其他人的上書了。”於是拿出陝西按察使陳智稱“養馬不便”的上疏，命其草敕執行。楊士奇隨後頓首稱謝。當時群臣正在朝上商議元旦事宜，呂震請求用樂，楊士奇與黃淮上疏勸阻，仁宗不聽勸阻。后楊士奇再次上奏，在庭中等至晚上十點，仁宗最後同意。一日后，仁宗召對楊士奇道：“呂震每次誤我，如果不是你等人的進言，我早追悔莫及了。”於是下命楊士奇兼任兵部尚書，同食三份俸祿（內閣、翰林院、兵部）。楊士奇則辭去兵部尚書的俸祿。　　
仁宗還在太子監國之時，即仇恨御史舒仲成，即位后欲治其罪。楊士奇說：“陛下即位后，曾下詔忤旨的人都得免罪。如果要治舒仲成的罪，則當時的詔書則無信，眾多大臣會因此恐懼。皇上為何不能效仿漢景帝對待衛綰呢？”仁宗於是打消此念頭。當時有人稱大理寺寺卿虞謙言事不密，仁宗大怒降其一級。楊士奇為他鳴白，得以虞謙恢復原籍。之後大理寺少卿弋謙因言得罪。楊士奇稱：“弋謙是應詔而陳言。如果要加其罪行，恐怕群臣自此都不再說話了。”仁宗因此立升弋謙為副都御史，且下敕引過自咎。
有大臣上書歌頌太平盛世，仁宗示與列位大臣，群臣皆以為然。唯獨楊士奇稱：“陛下雖然澤被天下，但是靖難所牽連的流徙尚未歸鄉，戰爭所導致的瘡痍尚未恢復，百姓仍然為温饱擔憂。應當继续休息生息數年，太平盛世才可期至。”仁宗表示贊同，并称：“我对你们至誠，是希望匡正辅佐、糾正錯誤。但只有楊士奇曾經五次上書，你們等人均無一言。果真朝廷政事毫無錯誤？天下太平了么？”群臣聽後慚愧道歉。同年四月，仁宗賜楊士奇璽書以表彰其賢德忠貞。此後，命修《明太宗實錄》，楊士奇與黃淮、金幼孜、楊溥俱充總裁官。不久，仁宗病重，召楊士奇與蹇義、黃淮、楊榮到思善門，命楊士奇書寫遺敕召太子朱瞻基到南京。

### 宣德年間
明宣宗即位后，擔任總裁修撰《明仁宗實錄》。宣德元年，漢王朱高煦起兵謀反。明宣宗親征平定叛亂。部隊歸還抵達獻縣單家橋時，戶部侍郎陳山迎謁，并上言汉、赵二王沆瀣一气，请宣宗乘势袭彰德（今河南安阳）逮捕赵王朱高燧。杨荣支持陈山的主张，但遭到杨士奇的反对。士奇稱：“說人叛變應當有實証，難道可以欺騙天地鬼神麼？”楊榮厲聲喊道：“你是要阻撓國家大計麼？現在逆黨（朱高煦）都稱趙王相謀為實，怎麼說沒有理由？”士奇說：“太宗皇帝有三個兒子，當今皇上只有兩個叔父。有罪的不可赦免，但無罪的應當厚待，懷疑的話則防範，使得沒有憂患而已。何必動輒加兵相戰，傷天上的皇祖之意呢？”當時只有楊溥贊同楊士奇看法。於是楊榮率先入諫，楊士奇隨後，宣宗命皇宮侍衛不予兩人入宮，並先行召見蹇义、夏原吉，兩人均贊同楊士奇看法。宣宗於是無意加罪于趙王，部隊直接回京。抵達京師后，宣宗召見士奇，并問其：“現在很多人都在上奏趙王事，怎麼辦？”他回答道：“趙王是您最親的親人，陛下應當保全他，不要被群臣言論所迷惑。”宣宗稱：“我想把群臣的奏摺都拿給趙王看，令其自己處理如何？”他對答道：“甚好，如果能夠賜一璽書更好。”於是朝廷發送璽書奏摺給趙王。趙王看後大喜，哭著說：“我活命了。”隨即上書表示感謝，且獻出護衛部隊，言論從此停息。宣宗從此待趙王日益親切而輕待陳山，此外還對士奇說：“趙王之所以得以保全，都是您的功勞啊。”并賜金幣給他。
自明成祖攻佔交阯（現越南）并設置交阯布政使司后，該地區屢次叛變。明朝屢次發兵征討均戰敗。交阯黎利派人偽請立陳氏後人。宣宗也厭惡兵戰，預備答應其請求。英國公張輔、戶部尚書蹇義等大臣以下數人都稱，答應的話，沒有甚麼道理，反而只會示弱于天下。宣宗於是召見楊士奇、楊榮商議，兩人力言稱：“陛下體恤百姓，不是無名之舉；漢朝放棄珠崖郡，史書都以此為美談，不是示弱。請許其方便。”於是宣宗下令命選擇使者出使交阯，蹇義推薦善於口辯的伏伯安。楊士奇則表示：“善於言辭的人不忠信，雖然交阯是蠻貊之邦也不可派遣。伏伯安是小人，去的話只會辱國。”宣宗贊同其言，改派他人。從此，明朝放棄交阯并罷兵，每年省出軍費超過白銀萬兩。
宣德三年，杨士奇以吏部尚书郭璡望轻，架空吏部，大开私谒之门。
宣德五年，宣宗奉皇太后謁陵，召見英國公張輔、尚書蹇義及楊士奇、楊榮、金幼孜、楊溥，在行殿中張太后朝見并慰勞眾臣。宣宗又對楊士奇說：“太后對我說，先帝當時在青宮，只有您敢於直言不忌，先帝能夠聽從，所以諸事得以不敗。她又叮囑我應當接受直言。”士奇對曰：“這是皇太后的盛德之言，希望陛下能夠記住它。” 當時士奇已老有疾，上朝均遲，無法論奏。宣宗曾微服私訪，某夜訪問楊士奇家。士奇倉猝迎接，并頓首道：“陛下怎麼能以社稷宗廟之身而自輕？”宣宗答道：“我只想和您商量事情，所以來拜訪。”幾日后，宮中捉獲兩盜且有異謀。宣宗於是召見士奇，并稱“今而後知卿之愛朕也。” 當時明朝屢遭水旱災害，宣宗召見楊士奇討論下詔寬恤免災租稅等事。楊士奇於是請奏免除百姓所欠的薪鱼钱、減官田租赋、免除粮税、清理冤假积案、裁汰工役等建議，使百姓獲益。過兩年后，宣宗對士奇說：“體恤百姓的詔書已經下很久了，現在還有什麽要體恤的呢？”他則稱：“此前下詔減官田租，但戶部仍然徵收如舊。”宣宗不悅稱：“那現在必須執行，不遵守者依法處理。”他還請求招抚逃民，严惩贪污官吏，提舉有文學、武勇才能的人，命曾經被判極刑的犯人子孫也有從官資格。此外，他還請廷臣三品以上及二司官各自舉薦人才（于謙、周忱、況鍾等人即此時被舉薦）。這些建議均得到宣宗批准。
當時，宣宗勵精圖治，士奇等內閣廷臣同心輔佐，海內號為治平。宣宗還模仿古代君臣豫游，每到年初，均賜百官十日假期。到西苑萬歲山郊遊時，諸位學士均跟從，進行賦詩賡和，宣宗并問民間疾苦。朝議中的論奏，宣宗均虛心傾聽採納。此外，朝廷上內閣大臣相處融洽、風氣為正。宣宗即位時，內閣臣七人中陳山、張瑛被改為其他職位，黃淮以疾致仕，內閣中只有楊士奇、楊榮、楊溥三人。楊榮為人果毅敢為，且屢次跟隨明成祖北征，熟知邊疆將領與敵情事務，但頗愛接受饋遺，當時邊將每年都送良馬與楊榮。宣宗知道后，問楊士奇。他則稱：“楊榮通曉邊疆事務，我等人不及，陛下不宜以此小錯而介意。”宣宗笑道：“楊榮曾經揭你和夏原吉的短，你為何還替他說好話？”他對答道：“希望陛下能夠以容我一樣容楊榮。”宣宗於是同意。此後，話語傳到楊榮，楊榮則以此愧對楊士奇，於是兩人相處甚歡。宣宗亦因此對其更親厚，前後所賜的珍果、牢醴、金綺衣、幣、書器無法計算。

### 正統年間
宣宗驾崩后，明英宗即位，年仅九岁。军政均由張太皇太后负责，太皇太后又命所有部门议案均先经过内阁三杨的諮議后再进行裁决。三人当时亦很自信，杨士奇首推训练士卒坚守边疆，并设置南京參贊機務大臣，分遣文武鎮撫江西、湖廣、河南、山東等地，并罢免偵事校尉。又请求减免租税，并慎刑牢狱，此外严格官员考核机制。这些均得到太皇太后的批准并执行。正统初年，朝政清明均为三杨等人的功劳。正统三年，《明宣宗实录》制成，楊士奇晋少师。次年，乞求致仕，不予批准。之后明英宗下敕歸省墓，不久批准归还。
当时，中官王振受宠于明英宗，渐渐干预到外廷政事，并诱导明英宗乱对大臣加罪。靖江王朱佐敬偷偷赠杨榮黄金，杨榮当初正在省墓，歸后不知此事。王振却欲弹劾杨榮，此时杨士奇出面力解。但杨榮不久即去世，杨士奇、杨溥日益孤立。次年，明英宗大兴兵马征讨麓川，藏帑金數萬。再一年，太皇太后去世，王振势力越大并作威作福，百官若有不满均被逮捕。廷臣中人人自危，杨士奇也无法制止。
杨士奇之子杨稷为人嗜杀残忍，虐杀数十人。王直收押杨稷，杨士奇使王直左迁。御史相继弹劾杨稷，杨稷被判腰斩，杨士奇只能以老疾告辞。明英宗恐怕伤害士奇，下诏安慰。士奇感恩哭泣，不久忧虑不起。正统九年，杨士奇去世。赠太师，諡文貞。杨士奇葬於泰和縣澄江鎮杏嶺村北山坡上，现为江西省文物保护单位。

## 后事
正统初年，杨士奇曾经上疏称瓦剌漸強，将为边疆敌患，而边疆尚缺兵马，恐怕无法抵御。御史请附近太僕寺關領西番貢馬并悉数供给。杨士奇去世不久，也先果然入侵明朝，始有土木堡之变。杨士奇又善于知人、喜欢推举寒士，甚至包括一些未曾谋面的人。之后指挥京师保卫战的于謙、創立平米法的周忱、史称“况青天”的況鍾等人，均由其举荐。
杨士奇曾经参与编撰《明太祖實錄》、《明仁宗实录》、《明宣宗实录》、《歷代名臣奏議》、《文淵閣書目》、《三朝聖諭錄》等，并著有《東里文集》。

## 評價
- 桂萼《哈密疏》評：“杨士奇援汉弃珠厓例弃之，乃陋儒当权，上下安定，货賂公行，纪纲不振，举版图十郡之地，弃置不宁，盖若考作室乃不肯堂者也。杨士奇者，太宗皇帝罪人也，又足法乎？”[38]